# Malcov
Malcov es un municipio del distrito de Bardejov en la región de Prešov, Eslovaquia, con una población estimada a final del año 2024 de 1608 habitantes.
Se encuentra ubicado en el centro-norte de la región, cerca del río Topľa (cuenca hidrográfica del río Tisza) y de la frontera con Polonia.
En el pueblo está la iglesia greco-católica del Encuentro del Señor con Simeón de 1338. El pueblo fue incendiado en enero de 1945 durante la II Guerra mundial por los soldados alemanes. Se quemaron 3 casas y todos los puentes quedaron destruidos.

## Demografía
| Año        | 1994 | 2004    | 2014    | 2024    |
| ---------- | ---- | ------- | ------- | ------- |
| Población  | 1385 | 1447    | 1572    | 1608    |
| Diferencia |      | +4,47 % | +8,63 % | +2,29 % |

| Año        | 2023 | 2024    |
| ---------- | ---- | ------- |
| Población  | 1601 | 1608    |
| Diferencia |      | +0,43 % |